# Chiesa dei Santi Nicandro e Marciano
La  chiesa dei Santi Nicandro e Marciano (o Santa Patrizia interna), è una delle chiese monumentali di Napoli; è sita nel centro storico della città e fa parte del complesso di Santa Patrizia.

## Storia e descrizione
Questa chiesa, di origini antichissime, fu frequentata da santa Patrizia quando era ancora in vita. Questo santuario ha visto alternare momenti di splendori a quelli di relativa decadenza.
Lo stato di trascuro più evidente è riconducibile già nel XVI secolo, quando cominciò a perdere la primitiva forma e alcune antiche memorie, come ad esempio: sepolcri del XIV e XV secolo. La bella cupola, invece, fu gravemente danneggiata da tutta una serie di fulmini, nel 1826. Dopo uno stato di abbandono durato molti secoli, verso la seconda metà del XIX secolo la chiesa fu finalmente restaurata e restituita alla città: si riscontrarono ancora in mediocri condizioni l'altare della Nunziata, mentre negli angoli laterali delle finestre, i Santi Girolamo, Ambrogio, Agostino e Gregorio e in più gli affreschi di Luigi Rodriguez.
La chiesa è formata da una navata rettangolare e 10 cappelle a lato. È parte integrante del Complesso di Santa Patrizia dove sono oggi i locali della Facoltà di Medicina e Chirurgia dell'Università degli Studi della Campania e conserva ancora al suo interno i dipinti del Rodriguez; in un ambiente adiacente, è conservato anche un pregevole affresco del XVI secolo raffigurante la traslazione di Santa Patrizia dal Castello Lucullano, Santa Patrizia che dispensa ai poveri il suo patrimonio, il Pontefice che le dà il velo, il cadavere intatto di santa Patrizia che versa sangue dalla bocca, ecc..
Oggi è adibita ad Aula Magna della Facoltà di Medicina e Chirurgia dell'Università degli  studi della Campania.